# Leipula lata
Leipula lata är en stekelart som beskrevs av Henry Keith Townes, Jr. 1970. Leipula lata ingår i släktet Leipula och familjen brokparasitsteklar. Inga underarter finns listade i Catalogue of Life.